# محمد سلطان (سياسي)
محمد سلطان (ولد: أكتوبر 1970، محافظة الجيزة - )؛ سياسي مصري. وهو محافظ الإسكندرية منذ فبراير 2017. كان يشغل منصب محافظ البحيرة ما بين فبراير 2015 حتى ترشيحه ليتولّى محافظة الإسكندرية.